# Selfie
Selfie je novi engleski pojam za formu autoportretne fotografije. To je fotografija na kojoj je osoba fotografirala samu sebe ili s drugim osobama držeći fotoaparat, mobilni telefon ili pametni telefon pritom ih ne odloživši iz ruke. Takve fotografije su uglavnom neformalne i spontane, a najčešće nastaju fotografiranjem sebe u ogledalu ili slikanjem sebe i drugih držeći aparat usmjeren na određeni kadar.

## Povijest
Robert Cornelius snimio je vlastitu dagerotipiju 1839. što je ujedno i jedna od prvih fotografija jedne osobe. Budući da je postupak bio spor, uspio je otkriti objektiv, utrčati u kadar na minutu ili više i zatim vratiti poklopac na objektiv. Na poleđinu je zapisao The first light Picture ever taken. 1839. (engl.: Prva svjetlosna slika dosad snimljena. 1839.)
- Prvi poznati selfie snimio je Robert Cornelius 1839.
- Žena pred ogledalom, oko 1900.
- Ruska velika kneginja Anastazija Nikolajevna, 1914.
- Buzz Aldrin na prvom autoportretu iz svemira, 1966.

Pojava prijenosne fotografske kutije Kodak Brownie 1900. godine omogućila je da fotografsko autoportretiranje postane sve raširenijom tehnikom. Metoda se obično izvodila s pomoću zrcala i stabilizacijom fotoaparata, na obližnjem predmetu ili na tronošcu, dok se kadriranje vršilo putem tražila na vrhu kutije. Ruska velika kneginja Anastazija Nikolajevna u dobi od 13 godina bila je jedna od prvih tinejdžera koja je rabeći zrcalo načinila svoju vlastitu sliku da bi je poslala prijateljici 1914. godine. U pismu koje je priložila fotografiji napisala je: "Načinila sam ovu sliku sebe dok gledam u zrcalo. Bilo je veoma teško jer su mi ruke drhtale."
Koncept postavljanja grupnih vlastitih snimljenih fotografija na Internet, iako s jednokratnim fotoaparatom, a ne s pametnim telefonom, potječe još s mrežne stranice koju su izradili Australci u rujnu 2001., a koja je sadržavala fotografije snimljene u kasnim 1990-ima (Internet Archive snimio ju je u travnju 2004). Najranija uporaba riječi selfie može se pronaći već 2002. godine. Prvi se put pojavila na jednom australskom internetskom forumu (ABC Online) 13. rujna 2002. godine. Riječ selfie je tijekom 2013. godine Oxfordski rječnik engleskog jezika proglasio za riječ godine. Termin se najčešće povezuje s društvenim mrežama.

## Popularnost
U prosincu 2012. časopis Time istaknuo je da riječ selfie spada među deset najčešće rabljenih pojmova koji su se pojavili u 2012. (prema njihovom popisu "10. najboljih pomodnih riječi").
Iako selfieji postoje već godinama, od 2012. pojam se masivno proširio. Prema istraživanju iz 2013., dvije trećine australskih žena u dobi od 18 do 35 godina selfieje uglavnom snimaju za objavljivanje na Facebooku. Prema anketi proizvođača mobilnih telefona i kamera Samsung, 30 % svih fotografija koje su snimile osobe u dobi od 18 do 24 godina upravo su bili ove prirode.

## U suvremenoj umjetnosti
U 2013. godini je umjetnik Patrick Specchio u muzeju Museum of Modern Art predstavio je izložbu pod nazivom Art in Translation: Selfie, 20/20 Experience, u kojem gledatelji su pomoću priloženog digitalnog fotoaparata mogu sami sebe slikati pred velikom ogledalom.

## Vanjske poveznice
- Selfie  Arhivirana inačica izvorne stranice od 23. studenoga 2013. (Wayback Machine) Oxford English Dictionary

- Dobro, što je taj 'selfie'?